# カンザスシティ映画批評家協会
カンザスシティ映画批評家協会（Kansas City Film Critics Circle, 略称: KCFCC）は、カンザスシティの映画評論家の団体である。
結成は1967年であり、アメリカ合衆国の映画批評家協会としてはニューヨーク映画批評家協会に次いで2番目に古い。

## カンザスシティ映画批評家協会賞
協会は毎年、カンザスシティ映画批評家協会賞を開催している。

### 部門
- 主演男優賞
- 主演女優賞
- アニメ映画賞
- 監督賞
- ドキュメンタリー映画賞
- 作品賞
- 外国語映画賞
- 脚色賞 (2004-)
- オリジナル脚本賞 (1991, 2004-)
- 助演男優賞
- 助演女優賞